# Ерика Джонг
Ерика Джонг (на английски: Erica Jong) е американска феминистка, поетеса и писателка на бестселъри в жанровете поезия, мемоари, любовен роман и еротична литература.

## Биография и творчество
Ерика Джонг е родена на 26 март 1942 г. в Ню Йорк, САЩ, в семейството на Сеймур Ман (Натан Вайсман), евреин от полски произход, и Еда Мирски, имаща руски еврейски произход. Баща ѝ е известен производител на колекционерски порцеланови кукли, а майка ѝ е художничка и дизайнерка за тяхното проектиране и оформяне. Има две сестри.
Завършва Гимназията за музика и изкуство в Ню Йорк. Получава през 1963 г. бакалавърска степен по английски език от колежа „Барнард“ в Ню Йорк, където става член на „Фи Бета Капа“. През 1965 г. завършва Колумбийския университет с магистърска степен по английска литература. В периода 1969 – 1970 г. учи творческо писане в Колумбийското училище за изящни изкуства заедно със Стенли Кюниц и Марк Странд.
След дипломирането си в периода 1964 – 1966, 1969 – 1970 г. е преподавател по английски език в „Сити Колидж“ в Ню Йорк, а в периода 1967 – 1968 г. е инструктор по английски език в европейския клон на Университета на Мериленд в Хайделберг, Германия. От 1971 г. е преподавател по поезия в Еврейския обществен център в Ню Йорк. В периода 1972 – 1974 г. е член на литературната комисия на щат Ню Йорк. Пише множество статии в списания и вестници, като например „Ню Йорк Таймс“, „Сънди Таймс“ Лондон, „Ел“, „Вог“, и „Ню Йорк Таймс Буук Ревю“. По-късно след 2007 г. преподава творческо писане в университета „Бен Гурион“ в Израел, в колежа „Бенинтън“, на писателски семинари във Върмонт и на други обучителни програми.
Дебютира в литературата с поетичния си сборник „Плодове и зеленчуци“ през 1971 г.
През 1973 г. е издаден първият ѝ и емблематичен роман „Страх от летене“ от полуавтобиографичната поредицата „Айсидора Уинг“. Главната героиня е разочарована от своя брак и търси истината за себе си и за секса. Откровен и смел, романът предизвиква бурна реакция в Америка и в целия свят. Той незабавно става международен бестселър и символ на сексуалната революция. Преведен е на над 40 езика и е издаден в над 23 милиона екземпляра по света.
Третият ѝ брак я вдъхновява за написването на продълженията на поредицата „Как да спасиш собствения си живот“ и „Парашути и целувки“.
Ерика Джонг е носител на множество литературни награди, след които наградата за поезия на Чикаго (1971), италианските награди „Зигмунд Фройд“ (1975) и „Фернанда Пивано“ (2009), френската „Довил“, и Наградата на Организацията на обединените нации за върхови постижения в литературата. Удостоена е с почетната степен „доктор хонорис кауза“ от Градския университет на Ню Йорк.
Била е омъжена четири пъти. Първият път се омъжва през 1963 г. за приятеля си от колежа Майкъл Уертман. След развода си се омъжва за психиатъра от китайски произход Алън Джонг, с когото в периода 1966 – 1969 г. живее във военната база в Хайделберг, Германия. В периода 1977 – 1982 г. е омъжена за писателя на научна фантастика и исторически романи Джонатан Фаст, с когото имат дъщеря – Моли Джонг-Фаст, която също е писателка. През 1989 г. се омъжва за бракоразводния адвокат Кенет Бъроус. Ерика Джонг живее със семейството си в Ню Йорк и Кънектикът.
През 2007 г. литературният ѝ архив е дарен на Колумбийския университет.

## Произведения

### Самостоятелни романи
- Fanny (1980)
- Serenissima (1987) – издаден и като „Shylock's Daughter“
Венеция serenissima, изд.: „Еднорог“, София (1999), прев. Весела Кацарова
- Any Woman's Blues (1990)
- Inventing Memory (1997) – издаден и като „Of Blessed Memory“
- Sappho's Leap (2003)

### Серия „Айсидора Уинг“ (Isadora Wing)
1. Fear of Flying (1973)
Страх от летене, изд.: „Библиотека 48“, София (1994), прев. Галина Парашкеванова
2. How to Save Your Own Life (1977)
Как да спасиш собствения си живот, изд.: „Библиотека 48“, София (2001), прев. Силвия Татева
3. Parachutes and Kisses (1984)
Парашути и целувки, изд.: „Библиотека 48“, София (2003), прев. Силвия Татева
4. Fear of Dying (2015)
Страх от умиране, изд.: „Обсидиан“, София (2015), прев. Надежда Розова

### Поезия
- Fruits and Vegetables (1971)
Плодове и зеленчуци, в ”Литературен вестник” (1996), прев. Биляна Курташева
- Half-Lives (1973)
- Loveroot (1975)
- Here Comes (1975)
- Selected Poems (1978)
- At the Edge of the Body (1979)
- Selected Poems Vol 2 (1980)
- Ordinary Miracles (1983)
- Becoming Light (1991)
- Love Comes First (2009)

### Сборници
- Erotic Tales (1993) – с Джон Клиланд, Хенри Филдинг, Шодерло дьо Лакло, Андреа Нюман, маркиз дьо Сад и Стивън Визинчей

### Документалистика
- Witches (1981)
- The Devil At Large (1993)
- Fear of Fifty (1994)
Страх от петдесетте, изд.: „Библиотека 48“, София (2002), прев. Иван Димитров, Николай Стоянов
- What Do Women Want? (1998)
- Conversations with Erica Jong (2002)
- Seducing the Demon (2006)
Да прелъстиш демона: Спомени за живота на един писател, изд.: „Сиела“, София (2008), прев. Йордан Костурков
- Sugar in My Bowl: Real Women Write About Real Sex (2011)